# The Unholy Three (película de 1925)
El Trío fantástico (en el original en inglés, The Unholy Three) es una película muda estadounidense de 1925, dirigida por Tod Browning y protagonizada por Lon Chaney. El reparto incluye a Mae Busch, Matthew Moore, Victor McLaglen y Harry Earles.
La película tuvo un remake sonoro en 1930. En ambas versiones, los papeles del Profesor Eco y Tweedledee fueron interpretados por Chaney y Earles respectivamente. Las películas estaban basadas en la novela del mismo nombre de Tod Robbins.

## Argumento
Tres intérpretes dejan un espectáculo de rarezas después de que Tweedledee (Harry Earles), el enano, ataca a un joven cómplice del charlatán y provoca una pelea. Los tres se unen en un "impío (unholy)" plan para volverse ricos. El Profesor Eco, el ventrílocuo, asume el papel de la señora O'Grady, una amable anciana que regenta una tienda de mascotas, mientras Tweedledee finge ser su nieto. Hércules (Victor McLaglen), el forzudo, es supuestamente el yerno y trabaja en la tienda junto con el confiado e ignorante dependiente Héctor McDonald (Matthew Moore). La novia de Eco, la carterista Rosie O'Grady (Mae Busch), también simula ser su nieta.
Utilizando lo que aprenden de las casas cuando entregan las mascotas, el trío más tarde comete robos en ellas, con sus compradores ricos como víctimas. La víspera de Navidad, John Arlington (Charles Wellesley, sin acreditar) telefonea a la tienda para quejarse de que el loro "parlante" (debido al ventriloquismo de Eco) que compró no habla. Cuando "Granny" O'Grady le visita para convencer al pájaro de que "actúe" lleva con ella a su nietecito "Little Willie". Mientras están allí, descubren que hay en la casa un valioso collar de rubíes. Deciden robarlo de noche. Como Eco está demasiado ocupado, los otros dos se impacientan y deciden seguir adelante sin él.
Al día siguiente, Eco se pone furioso al leer en el periódico que Arlington ha sido asesinado y su hija de tres años gravemente herida en un robo en su casa. Hércules no muestra ningún remordimiento, incluso comenta cómo Arlington suplicó por su vida. Cuando un detective de la policía aparece en la tienda, el trío, temeroso, decide inculpar a Hector, escondiendo las joyas en su habitación.
Entretanto, Héctor le propone matrimonio a Rosie. Ella lo rechaza, pero luego él la oye llorar. Para su alegría, confiesa que le ama, pero está avergonzada de su pasado sombrío. Cuando la policía se lo lleva, Rosie dice al trío que lo exonerará, forzándoles a secuestrarla y huir a una cabaña en la montaña. Eco lleva consigo su gran simio mascota (que aterra a Hércules).
En la primavera, Hector es llevado a juicio. Rosie le suplica a Eco que salve a Hector, prometiendo quedarse con él si lo hace. Después de que Eco va a la ciudad, Tweedledee escucha a Hércules pidiéndole a Rosie que se escape con él (y el botín). El enano libera al simio, pero Hércules le mata antes de ser mortalmente atrapado por el animal.
Durante el juicio, Eco agoniza pensando qué hacer, pero finalmente arremete y confiesa todo. Tanto él como Hector son absueltos. Cuando Rosie va junto a Eco para mantener su promesa, él miente y dice que solo bromeaba, que vaya con Hector. Eco regresa a la barraca de feria, diciendo en su discurso ante los espectadores: "Esto es todo lo que  hay en la vida, amigos, ... Una pequeña risa ... Una pequeña lágrima."

## Temas
Como es común en una película de Tod Browning, la vida circense y los cuerpos inusuales juegan un papel central en esta película junto con la figura del criminal que quiere redimirse o el uso del engaño y la simulación. En este último caso plasmados en el Profesor Eco haciéndose pasar por la ‘Señora O'Grady' y Tweedledee como ‘Little Willie'. La trama principal de la película gira en torno a ellos simulando convincentemente algo que no son, una ilusión que se reafirma tanto ante los otros protagonistas como ante la audiencia. Contrariamente al uso habitual de este efecto, Browning se enfoca en desilusionar a la audiencia y mostrar el funcionamiento de la ilusión para crear una clase diferente de estimulación.
En la mayoría de las películas de Browning, su opinión sobre lo deforme y diferente es evidente. La trama de los tres muestra otros temas favoritos de Browning, sobre identidad, dobles, papeles dobles, y deformidad. Esta película es única por que el personaje de Tweedledee es el único del grupo interpretado por un verdadero fenómeno y es de naturaleza maliciosa.
El humor negro de Browning también estaba presente en la escena del ataque a la niña que llegó a filmar pero la productora la eliminó por considerarla demasiado cruel. Cuando la pequeña Arlington descubre a los delincuentes bajo el árbol de Navidad y cree que el gigante es Papá Noel y el liliputiense su regalo: un hermanito. Furioso por que sus gritos de alegría pueden despertar al resto de la casa, Tweedledee la estrangula hasta dejarla inconsciente.

## Reparto
- Lon Chaney como Profesor Eco, alias Señora  O'Grady o "Granny"
- Mae Busch como Rosie O'Grady
- Matt Moore como Héctor McDonald
- Victor McLaglen como Hércules, alias "yerno"
- Harry Earles como Tweedledee, alias bebé "Little Willie"
- Matthew Betz como detective Regan
- Edward Connelly como el juez
- William Humphrey como abogado defensor
- E. Alyn Warren como fiscal

## Efectos especiales
El "simio" era en realidad un chimpancé de apenas un metro de alto que se hizo parecer gigantesco mediante trucos de cámara y perspectiva. Cuando Eco saca al simio de su jaula, el plano lo muestra de espaldas desbloqueando la jaula y andando con el simio hacia el camión. El mono parece de la misma altura que Eco. Este efecto se consiguió utilizando al actor Harry Earles (que interpreta a "Tweedledee" en la película) para interpretar a Eco en esa escena, y luego pasando a Chaney, haciendo así que pareciera un mono enorme. (En el remake de 1930, el simio fue interpretado por Charles Gemora disfrazado.)

## Estreno y recepción
The Unholy Three fue lanzada por primera vez en DVD por Warner Bros. Digital Distribution el 26 de octubre de 2010. La compañía más tarde relanzó la película como parte de su colección de seis discos Lon Chaney: The Warner Archive Classics Collection el 22 de noviembre de 2011, y el 23 de junio de 2015.
La película tuvo tal éxito en su estreno en el Capitol Theater de Nueva York, que mantuvo la elevada audiencia al menos dos semanas. El mayor Edward Bowes, su gestor en ese momento, tomó medidas para asegurar que todo el mundo que no consiguió ver la película la primera semana pudiera verla luego. El largometraje cimentó la fama del dúo Browning-Chaney.
Sherwood en la revista Life alabó la película por su fotografía y por proporcionar un horror más psicológico que recurrir a efectos para asustar al público. Su artículo concluye declarando que The Unholy Three era “la mejor película de su tipo desde The Miracle Man.”